# Глостер
Гло́стер (англ. Gloucester, вимоваⓘ) — місто в Англії, відокремлене у окремий район зі статусом «сіті», у центрі церемоніального й неметропольного графства Глостершир. Глостер розташований на річці Северн, між Котсволдзом на сході та лісом Діна на заході, за 31 км (19 миль) на схід від Монмута та за 27 км (17 миль) на схід від кордону з Уельсом.
Місто перетворено на район з міста-графства під час адміністративної реформи 1974 року. Займає територію 40 км² й межує на північному сході з районом Теукесбері, на південному заході з районом Страуд. На території міста проживають 109 885 жителів, за середньої густоти населення 2 711 чол./км².
Глостер управляється міською радою, що складається з 35 депутатів, обраних у 15 округах. В результаті останніх виборів 16 місць у раді займають консерватори.

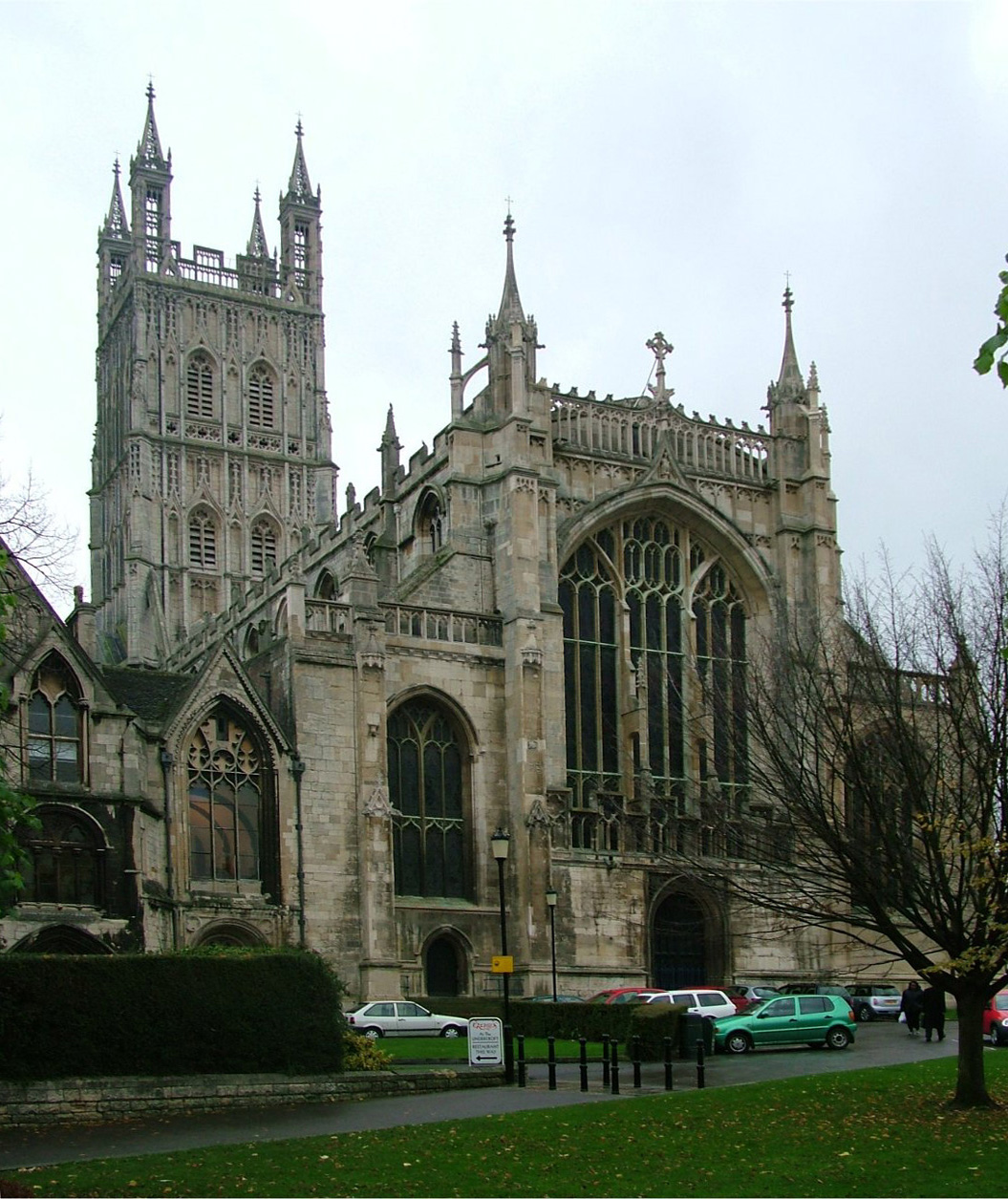
Глостерський собор

На території міста розташовано Глостерський кафедральний собор (Cathedral Church of St Peter and the Holy and Undivided Trinity) XI—XV століть побудови, центр англіканської єпархії Глостер.